# معركة بلباو
معركة بلباو هي جزء من حملة الشمال في الحرب الأهلية الإسبانية، حيث استولى الجيش القومي على بلباو وبقية إقليم الباسك الذي كان تحت سيطرة الجمهورية في يونيو 1937. وكانت أهمية المدينة مهمة لكلا الطرفين، بسبب موقعها الاستراتيجي في قطاع كانتابريا الذي تسيطر عليه الجمهورية، وبسبب الصناعات الثقيلة ومصانع الأسلحة. وبعد هجوم طويل ودامي من المتمردين وصلوا في بداية يونيو إلى عاصمة بسكاية، على الرغم من أنه كان لا يزال يتعين عليهم التغلب على آخر حاجز: الحزام الحديدي.

## المقدمة
بلباو عاصمة منطقة الباسك المتمتعة بالحكم الذاتي التي أنشأتها الجمهورية بعد أن بدأت الحرب لمكافأة دعم الباسك القومي للجمهورية. يسكن شعب الباسك في إسبانيا عمومًا أربع مقاطعات: نافارا وألافا غيبوثكوا وبسكاية. كان القوميون الباسكيون مهيمنين في المقاطعتين الأخيرتين. واحتشد نافار وألافا للانتفاضة ضد الجمهورية.
اكتسبت القوات القومية الإسبانية غيبوثكوا في بداية الحرب مع سقوط إرون في أغسطس وسان سيباستيان في 13 سبتمبر 1936، وعزل إقليم الباسك والمنطقة التي يسيطر عليها الجمهوريون الشماليون عن الحدود الفرنسية. وفي 4 يناير 1937 بعد قصف بلباو، وقع هجوم على سجون بلباو، مما تسبب في مقتل أكثر من مائة سجين يعتقد بأنهم مرتبطون بالانقلاب العسكري.
وفي 31 مارس 1937 شن القوميون بقيادة الجنرال إميليو مولا هجومًا ضد مقاطعة بسكاية، آخر مقاطعة باسكية متبقية ومركزًا مهمًا في القطاع، وكان من المقرر أن تستمر العملية 3 أسابيع وأن تكون أول تحرك لمجموعة العمليات التي ستتم على الجبهة الشمالية. ومع ذلك فإن مقاومة القوميين الباسك والجمهوريين القوية استمرت لأشهر. مما أجبر القوميين بالقيام بقصف جوي لتطهير الأرض لقوات المتمردين البرية، بتفعيل الطيران الإيطالي وفيلق كندور الألماني، الذي لم يكن له أي منافس في الجو. دمرت عمليات القصف تلك عددًا كبيرًا من المدن، لكن أبرز قصف كان لمدينتين: دورانجو وغرنيكا. وبدأ هجوم القوميين متزامنا مع قصف دورانجو، حيث قصفت تلك المدينة المهمة في بسكاية قوة جوية من الطائرات الإيطالية. وبعد بضعة أسابيع جاء دور غرنيكا، وهي مدينة تاريخية في إقليم الباسك. ففي 26 أبريل قصفت القوات الجوية الألمانية الإيطالية الكبيرة المكونة من حوالي 67 طائرة المدينة في عدة ساحات، مستغلة عدم وجود مدافع مضادة للطائرات في المدينة وتفوقها الجوي. وأظهرت الفضيحة الدولية للعالم حقيقة ما كان يحدث في الحرب الإسبانية. على الرغم من أن فرانكو اتهم الباسك أنفسهم بإضرام النار في المدينة (وفقًا لهذه الرواية، فإن ما حدث بالفعل في إرون خلال حملة غيبوثكوا كان متكررًا)، صدق القليلون هذه المقولة، ولم تسبب التأثيرات المرجوة على الرغم من السخط التي أثاره القصف بين الباسك مما أدى إلى تصلب المقاومة.

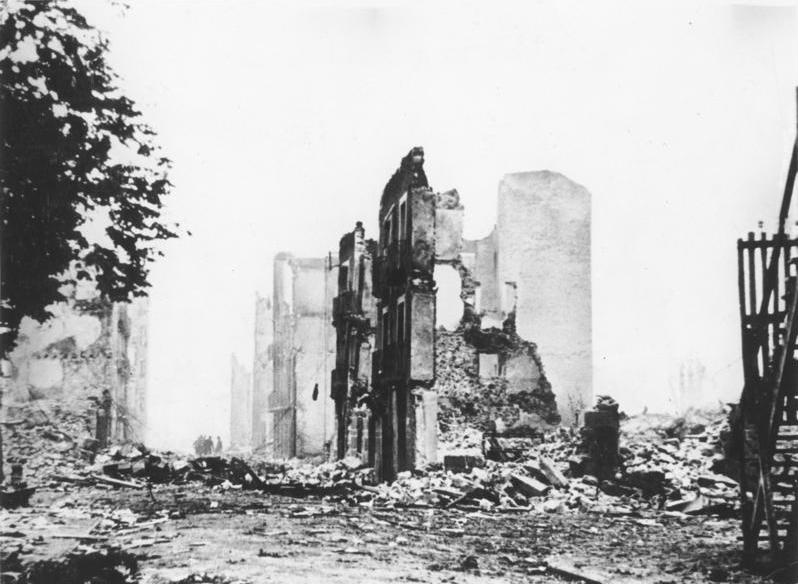
حالة الخراب الكامل التي تُركت فيها غرنيكا بعد الهجوم الألماني الإيطالي، مما شكلت سابقة لما سيحدث بعد بضع سنوات في العديد من مدن أوروبا.

في غضون ذلك أدى سوء الأحوال الجوية إلى تأخير عمليات مولا ضد بلباو. وفي منتصف مايو تراجعت القوات الجمهورية الباسكية تقريبًا إلى آخر المواقع الدفاعية للحزام الحديدي، بينما استمر القصف وجرب فيلق كوندور إطلاق قنابل حارقة على الغابات، لإجبار الجنود الجمهوريين على الانسحاب. ظلت جبهة بسكاية مستقرة خلال شهر مايو، على الرغم من أن الجانبين كانا يستعدان ويعززان نفسيهما لما سيكون المعركة الحاسمة. على الرغم من عزلتهم الجغرافية عن بقية إسبانيا الجمهورية، كانت القوات الجمهورية الباسكية تثق في نفسها وتحظى بدعم الفلاحين في المنطقة فضلاً عن الأرض.

## الجيشين المتحاربين

### القوات الجمهورية
كان الجيش الجمهوري في الشمال تحت قيادة ماريانو غامر أوليباري قائد الجيش الشمالي منذ مايو، بعد ان خلف فرانسيسكو يانو دي إنكوميندا في منصبه، والذي لم يكن حتى ذلك الحين قادرًا على توحيد الجهود بين القوميين الباسك والقيادة المركزية لجيش الشمال.
أدى تعيين أغيري قائدًا أعلى لفيلق جيش الباسك (الذي أعيد تسميته بالفيلق الرابع عشر للجيش) إلى تعقيد علاقاته مع يانو دي إنكوميندا (الذي كان قائد جيش الشمال). ومع ذلك اتخذت الحكومة إجراءات بشأن تلك المسألة، وأرسلت هيئة الأركان العامة الجديدة من بلنسية إلى جيش الشمال الجمهوري (الذي يعمل مع فلاديمير غوريف السوفيتي) تحت إمرة القائد غامير أوليباري ليحل محل يانو دي إنكوميندا. وجاء إلى الشمال كوعد بزيادة الفعالية. ولكن ذلك لم يكن كافًا، فجيش الشمال الجمهوري يضم ثلاث مجموعات مختلفة -كانت قليلة التعاون فيما بينها- هي المسؤولة عن حماية أراضي الجمهورية في الشمال: أستورياس وسانتاندير وبسكاية. وفي حالة بسكاية كانت القوات في هذه المنطقة تتكون جزئيًا من جيش الباسك (سمي بعدها فيلق جيش الباسكي الأول).
كانت قوات فيلق جيش الباسكي الأول تتألف في الغالب من قوميين من إقليم الباسك، والبقية تحوي خليطًا من الاشتراكيين والشيوعيين وشباب JSU والفوضويين من حزب CNT. بالإضافة إلى ذلك كان لديهم 10 كتائب أستورية ليست لديها شعبية قوية بين القوميين الباسك بسبب عدم انضباطهم وانتمائهم الثوري. حصلت هذه القوات على دعم 75 قطعة مدفعية بالإضافة إلى عدد قليل من دبابات T-26 وFT-17 (الأخيرة عديمة الفائدة). وفي الجو تمكن الباسك من الحصول على ما يقرب من 25 أو 30 طائرة، وهي مجموعة كاملة من الطائرات ذات السطحين المتقادمة التي تم الاستيلاء عليها أو شراؤها من تجار الأسلحة في فرنسا. كحالة فريدة من نوعها في إسبانيا الجمهورية منذ 18 يوليو 1936 كان هناك فيالق من القساوسة العسكريين مكونة من 82 كاهنًا تعاونوا مع جنود الكتائب القومية الباسكية. يكمن تفسير زيادة فعالية الباسك تحت قيادة جامير في حقيقة أنه تمكّن من إقناع أغيري بالاستقالة من القيادة العليا. وفي غضون ذلك احتجزت السلطات الفرنسية الطائرات التي أرسلت لمساعدة الباسك من فالنسيا عبر فرنسا في تولوز. افترضت السلطات الجمهورية أن الخطوط الجوية الفرنسية قد تعاونت معهم بملء دبابات طائراتهم والسماح لهم بالوصول إلى بسكاية، ولكنها أعادتهم إلى فلنسية (بعد مصادرة بنادقها الآلية). وفي غضون ذلك في 22 مايو غامر الطيران الجمهوري بإطلاق مقاتلاته عبر إسبانيا المتمردة في اتجاه بلباو. فوصلت سبع طائرات بسلام إلى وجهتها. وفي الأسابيع التالية أرسلت الجمهورية 50 طائرة أخرى من نوع "I-15" و I-16 "وناتاشا، ووصلت أيضًا بسلام، وهكذا تمكن الجمهوريون المتاحين للباسك من جمع 70 طائرة في منطقة بسكاية، وهي غير كافية تمامًا في مواجهة القوة الجوية للجانب المعارض.
وقد تم تجنيد المزيد من الرجال للانضمام إلى فرق الباسك المهترئة التابعة لفيلق الجيش الأول الشهير في إوزكادي. بالإضافة إلى ذلك، فقد وصلت في بداية شهر يونيو شحنة جديدة من الأسلحة التشيكوسلوفاكية عن طريق السفن، ومنها 55 مدفع مضاد للطائرات و 30 مدفعية وسربين من مقاتلات «شاتوس». كما وصل عدد قليل من القادة الآخرين من مدريد، من بينهم الشيوعي الإيطالي الذكي نينو نانيتي الذي تميز في الفرقة 12 خلال معركة غوادالاخارا.

### الجبهة القومية
استلم فيديل دافيلا أروندو قيادة القوات في المنطقة بعد وفاة إميليو مولا، بدعم من رئيس الأركان فيغون. وفي بداية شهر يونيو اكتملت القوات البرية للقوميين من 65 ألف مقاتل مدعومين من الدبابات الألمانية بانزر-1 والدبابات الإيطالية CV-35، بالإضافة إلى حاجز مدفعي قوي مكون من 250 مدفعية. وقد لعبت الألوية النافارية دورًا أساسيًا في الجيش القومي في الشمال، حيث احتوت على الجنود الكارليين الذين كانت غيبوثكوا ميدان لعملياتهم في العام السابق. تم دمج هذه القوة المنضبطة إلى ما يُعرف فرقة نافارا وضمت حوالي 18 ألف مقاتل مقسمين إلى أربعة ألوية، بقيادة العقيد غارسيا فالينو وخوان باوتيستا سانشيز وألونسو فيغا وغيرهم. حظيت تلك الألوية بدعم فرقة السهام السوداء التي كانت تتألف من 8000 جندي إسباني وإيطالي بقيادة ضباط إيطاليين وبقيادة الكولونيل ساندرو بيازوني.
تألف سلاح الجو بشكل أساسي من 80 طائرة من فيلق كندور و 70 طائرة أخرى من الفيلق الجوي، بالإضافة إلى قوة من الطائرات تحت القيادة الإسبانية. تم توزيع هذه القوة الساحقة على عدة مطارات في مقاطعات ألافا وغيبوثكوا.

## المعركة

### الهجوم على الحزام الحديدي

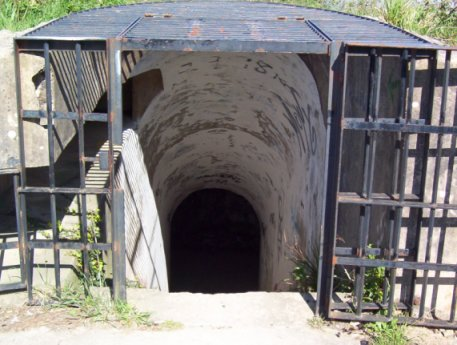
أحد مداخل الحزام في جبل أرشاندا.

في 11 يونيو بدأ جيش الشمال القتال بالقصف المدفعي، مصحوبة بهجمات جوية مكثفة من فيلق كندور والطيران الإيطالي. فتمكنوا من كسر مقاومة جمهوريي الباسك المدافعين المتركزين عند آخر خط دفاعي قبل "الحزام الحديدي" مباشرة. عند الغسق وصلت ثلاثة من ألوية نافارا الستة إلى خط الدفاع الشهير. واستمر القصف طوال الليل، وسقطت بعض القنابل الحارقة في مقبرة مجاورة، مما أدى إلى مشهد مروع مع الموتى. في هذا الموقف الأكثر إلحاحًا، كان بامكان غامير أن يعتمد على احتياطياته المكونة من 40,000 مقاتل، بعضهم من ميليشيات الأشتورية ومن سانتادير، وبالتالي لم يكونوا على علاقة جيدة مع وحدات الباسك. ومن الوحدات الناطقة باللغة الباسكية، كان نصفهم تقريبًا من الاشتراكيين والشيوعيين الذين لم يشاركوا أيضًا روح «مغامرة الباسك» التي ظهرت في وحدات PNV والجماعات القومية الباسكية الأخرى. وفي 12 يونيو قامت البطاريات والموجات الجديدة من الطائرات بقصف الحزام الحديدي لعدة ساعات، ثم هاجم لواء نقطة على جبل غازتيلوميندي حيث النظام الدفاعي ضعيف وغير مكتمل. وعلى الرغم من حصانة الحزام الحديدي التي استغلتها الدعاية الجمهورية لفترة طويلة، إلا أن المصممون أنفسهم هم الذين بخيانتهم جعلوا سقوطها ممكناً. وكان الضابطان مورجا وأنجلادا قد قتلا في السابق بعد اكتشافهما وهما يحاولان تسليم خطط لعملاء المتمردين. لكن المهندس المؤيد للملكية غويكوتشيا تمكن من تجاوز الخطوط الأمامية، وأخذ معه كل الخطط والمعلومات المتعلقة بالإطار الدفاعي، وسلمها للمهاجمين.
وسبق بدء الهجوم قصف مدفعي عنيف، حتى لا يتمكن المدافعون من معرفة متى ينتهى القصف المدفعي ويبدأ الهجوم الحقيقي. وفجأة بدأ الارتباك من كل الجهات وسط الدخان وتحركات العدو، وخوفًا من محاصرتهم بدأت كتائب الباسك يالانسحاب. وهكذا كسر باوتيستا سانشيز خطوط الجمهوريين على جبهة طولها 800 متر تحت جنح الظلام. وأصبح المتمردون الآن على بعد 10 كيلومترات من مركز بلباو الحضري ويمكن لمدفعيتهم أن تقصفها متى شاءت، بالإضافة إلى الهجمات الجوية.

### انتقال القتال إلى ضواحي بلباو

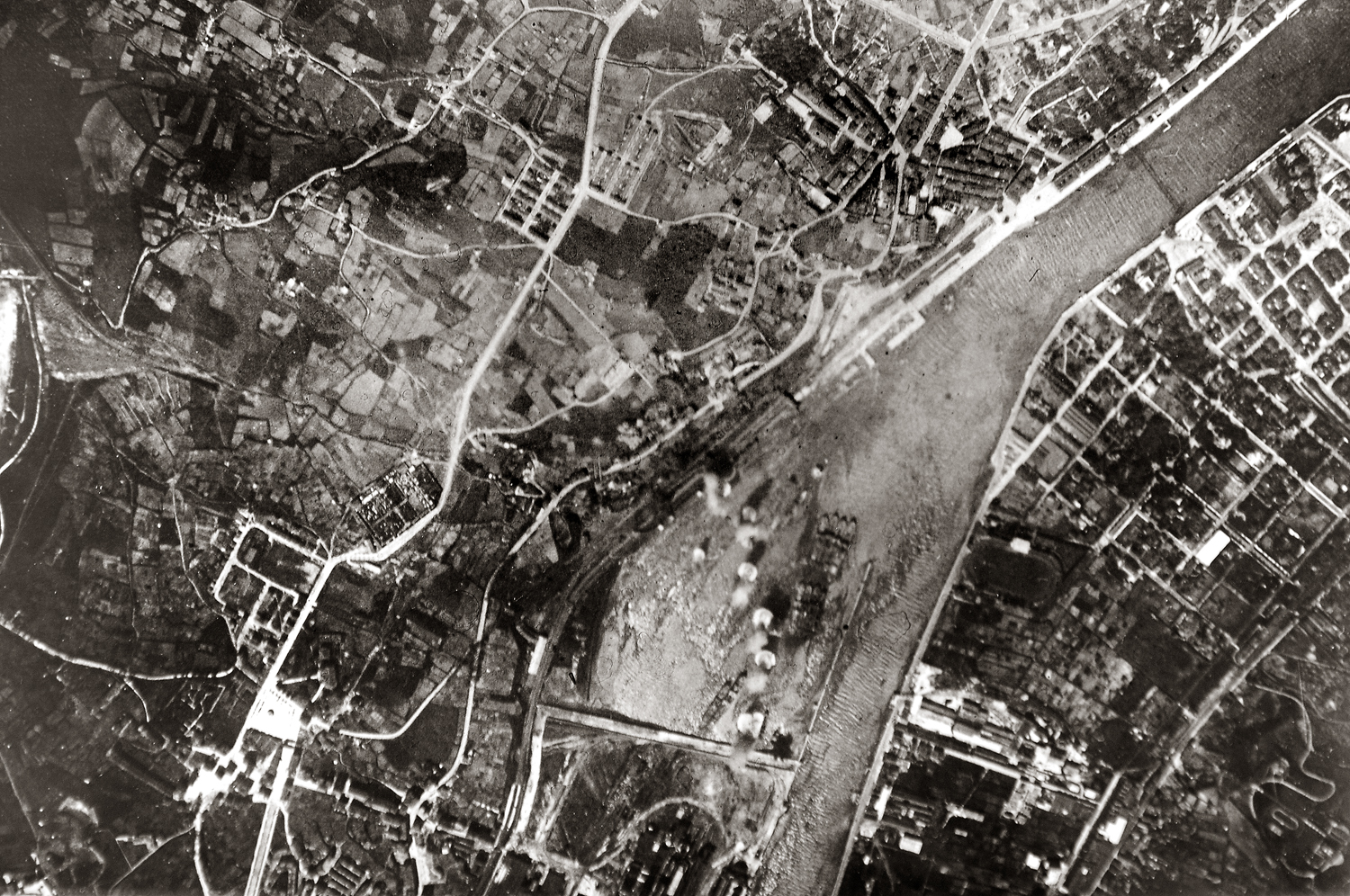
القصف الإيطالي لميناء بلباو في تلك الفترة.

في 13 يونيو انتقلت جميع القوات الجمهورية الباسكية التي كانت عند الخط الأخير من الحزام الحديدي إلى داخل العاصمة. فتعرضت معنوياتهم لانهيار شديد، مما يدل من وجهة نظر نفسية بوجود خطأ في النظام الدفاعي الثابت. وبدأ العديد من أهالي بلباو الاستعداد للرحيل إلى فرنسا. وبدأت السلطات الجمهورية الباسكية في تلك الليلة بالتحضير لإجلاء السكان من المدينة، مع أنه لم يكن هناك سوى المسؤولين والموظفين الرئيسيين في حكومة الباسك. وعقد اجتماع في فندق كارلتون فسأل أغيري القادة العسكريين عما إذا كانت بلباو في وضع يسمح لها بالدفاع عن نفسها: كانت الآراء متباينة، ولكن قررت حكومة الباسك في نهاية الاجتماع الدفاع عن العاصمة. من جانبه أصدر وزير الدفاع برييتو أوامر محددة بهذا المعنى. فقرر بوجوب تدمير جميع المنشآت الصناعية التي يمكن أن تكون مفيدة للعدو، لكن كان معظم السكان قد أجلوا غربًا نحو سانتاندير، مبشرين بالتخلي السريع عن عاصمة الباسك.
انسحبت حكومة الباسك إلى قرية تروسيوس تاركة في العاصمة مجلس دفاع بلباو يتألف من وزير العدل لايزولا والجنرال غامير وآخرين. في ظل تلك الظروف، كان انسحاب الحكومة المستقلة عملاً معقولاً، ولكن لا يمكن قول الشيء نفسه في حالة نافارو، رئيس البحرية المساعدة أوسكادي وقائد سلاح المدفعية والكثير غيرهم ممن فر. وفي 15 يونيو بفضل تدبيرات بوتز تم فتح خط لوقف تقدم الكارليين والإيطاليين: كان بيلديران في الشمال وبوتز في الوسط وإلى الجنوب نينو نانيتي. فشن الهجوم التالي على نقطة كشف فيها جيوغوشيا أن التحصينات غير مكتملة. وبعد قصف قوي من مدفعية وطيران فرانكو، فر رجال نانيتي عبر نهر نيرفيون دون تفجير الجسور خلفهم. ظل طريق بلباو السريع مفتوحًا. وفي اليوم التالي 16 يونيو أرسل وزير الدفاع إنداليسيو برييتو تلغرافًا إلى غامير يأمره بالدفاع عن بلباو بأي ثمن، وخاصة المنطقة الصناعية في المدينة.
على الرغم من تقدم المتمردين، فلم يكن هناك قصف جوي: لقد تعلموا بالفعل درس غيرنيكا. وفي الوقت نفسه اكتشف ليزولا أن خطة كانت قيد الإعداد لإحراق المدينة عند انسحاب القوات الجمهورية وتم إحباطها. استمر تقدم القوميين طوال اليوم. وعانت فرقة بوتز من خسائر فادحة. وعين الجمهوريون العقيد خوان كويتو إيبانيز قائدًا لأحد قطاعات المدينة في ظل الوضع اليائس. وفي 17 يونيو سقطت 20 ألف قنبلة على المدينة، فأصبحت بعض التلال والمنازل المعزولة في كر وفر عدة مرات على مدار اليوم. وفي خضم هذا الوضع صدر قرار بإخلاء المنطقة الصناعية، بالرغم من إخلاء بعض المعامل جزئيًا (تم إخلاء بعض المصانع بالكامل نظرًا لأهميتها)، إلا أن الحقيقة هي أن معظم المصانع قد أخليت تمامًا.

### سقوط المدينة

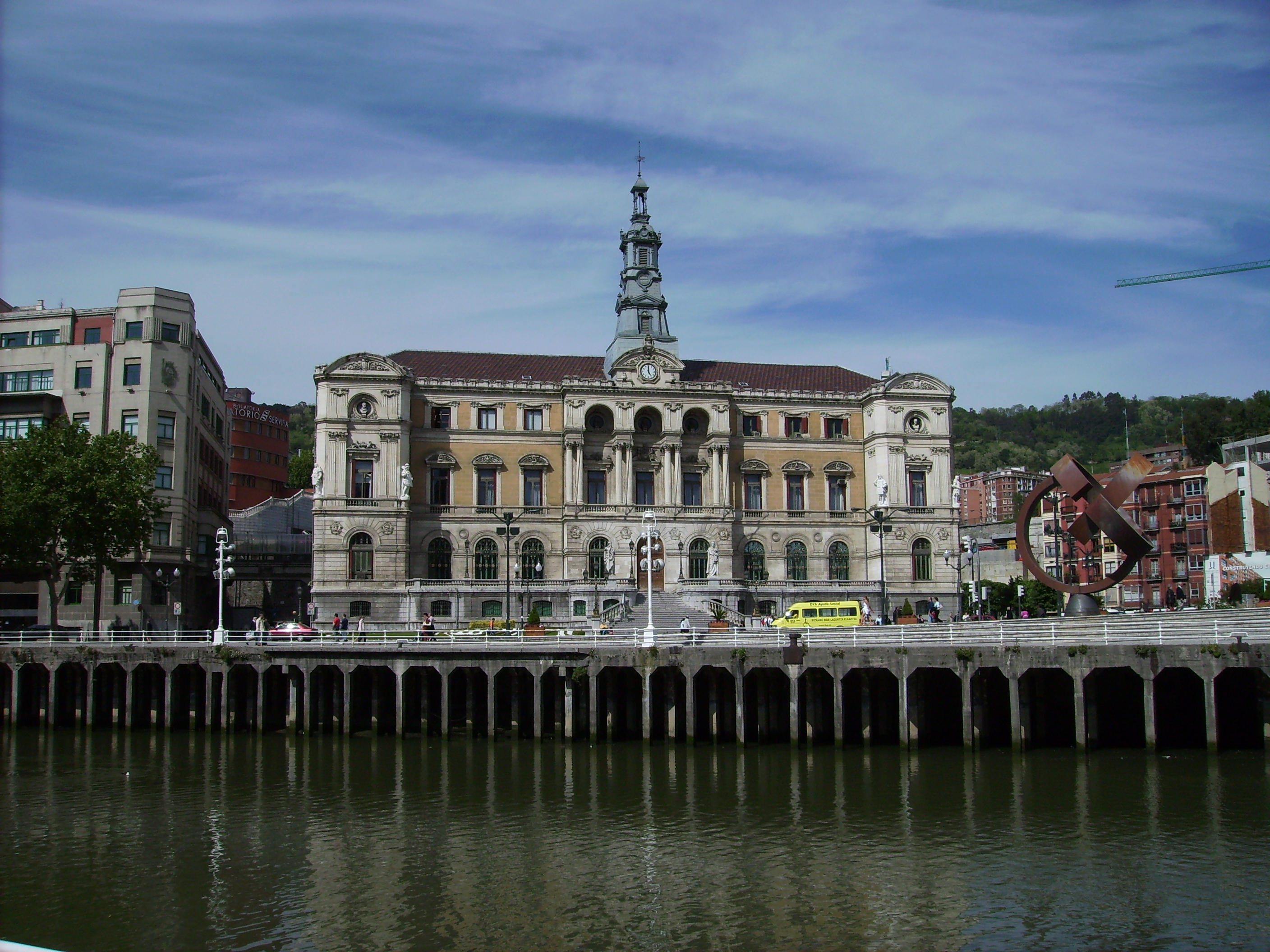
مبنى بلدية بلباو بجوار النهر. حيث علقت القوات الكارلية العلم الأحمر والذهبي على الشرفة في الساعة 17:00 يوم 19 يونيو، إيذانا بنهاية معركة الاستيلاء على المدينة.

بدأ نقل الرجال والمواد من داخل المدينة إلى سانتاندير عن طريق السكك الحديدية أو باستخدام آخر طريقين سريعين؛ فأضحت تلك الطرق في مرمى مدفعية السهام السوداء الإيطالية التي واصلت تقدمها، ولم تتردد بقصف المدنيين. وفي نهاية ذلك اليوم، قرر ليزولا تسليم السجناء السياسيين في سجون الجمهوريين إلى العدو لمنعهم من تركهم دون حراسة. وفي ذلك الوقت سيطر المتمردون على الضفة اليمنى لنهر نيرفيون بالكامل من المدينة إلى البحر ومعظم الضفة اليسرى إلى جسر السكك الحديدية. وفي 18 يونيو سحب الجنرال أوليباري ماتبقى قواته من المدينة؛ غادرت آخر تلك الوحدات المدينة فجر يوم 19 يونيو، بحيث أصبحت بلباو مهجورة في تلك اللحظة.
وفي الظهر قامت دبابات القوميين باستكشاف سريع على طول نهر نيرفيون للتحقق من أن المدينة فارغة. فقد دمرت معظم جسور المدينة لجعل مرور قوات العدو أمرًا صعبًا، لكن المدينة ظلت سليمة، بما في ذلك صناعاتها المهمة للغاية التي ظلت على حالها على الرغم من أن بعض القادة الجمهوريين اقترحوا تدميرها حتى لا يستغلها المتمردون. بين الخامسة والسادسة مساءًا دخل لواء نافار الخامس بقيادة باوتيستا سانشيز المدينة وعلق العلم الأحمر والذهبي على شرفة مجلس المدينة إيذانًا بنهاية معركة بلباو.

## نتائج المعركة
في خضم الهزيمة تولى الجنرال زامير مهمة سحب أكبر عدد ممكن من القوات من بلباو ونقلها نحو سانتاندير. وفي أثناء العملية أصيب القائد الإيطالي لفرقة الباسك الثانية القائد نينو نانيتي بجروح خطيرة (توفي لاحقًا في سانتاندير نتيجة لإصاباته الخطيرة). كان انسحاب غامير ورجاله سهلا بسبب أن فرانكو لم يكن في عجلة من أمره لمواصلة الهجوم بعد سقوط بلباو، على عكس الجنرال كيندلان رئيس الطيران الوطني الذي ندد بسخط. وعلى الرغم من جهود غامير بالانسحاب السريع، إلا أن القوات القومية تمكنت من أسر اثنين من الضباط الجمهوريين البارزين، الذين حوكموا وأعدموا لاحقًا.
انتقل زعماء الباسك إلى سانتاندير، وبعدها إلى برشلونة حيث شكلوا نوعًا من الحكومة المنفى.
كان سقوط بلباو وكامل مقاطعة بسكاية بمثابة ضربة قاسية للجمهورية، حيث خرج منها أهم أقطابها الصناعية والتعدينية، مما أدى أيضًا إلى تضخم قوة الجانب المتمرد. أما ما سمي بجبهة الشمال فقد كانت كارثة، لأنها كانت إحدى النقاط الرئيسية التي استند عليها دفاع المقاطعتين الأخريين التي بيد الجمهوريون: سانتاندير وأستورياس. ومع سقوط بلباو نشأت أيضًا مشكلة ذات طبيعة سياسية، لأنه عندما سقطت مقاطعة الباسك الأخيرة في أيدي القوميين، فلم يعد القتال بالنسبة لغالبية أعضاء جيش الباسك وPNV منطقيًا، وهذا ما سيظهر خلال القتال في سانتاندير.
كان فرانكو والمنتصرون قاسيين للغاية في المعاملة التي قدموها للمقاطعة المحتلة وإلى غيبوثكوا، التي احتلت قبل عدة أشهر. وبموجب المرسوم بقانون رقم 247. تم حظر لغة الباسك، وتعرض كل من تعاون مع حكومة الباسك والسلطات الجمهورية للقمع الشديد أو يعدم. حوكم العقيد خوان كويتو إيبانيز الذي أسره المتمردون أثناء الانسحاب، وأعدم بعد أيام قليلة من سقوط المدينة.

### القمع
عندما سقطت بلباو في 19 يونيو فر أكثر من 200 ألف شخص غربًا عن طريق البر والبحر في اتجاه سانتاندير، وجرى إطلاق النار عليهم وقصفهم من طائرات فيلق كندور. على الرغم من وجود العديد من عمليات النهب والضرب والإعدام خارج نطاق القضاء التي نفذها أعضاء الفلانخيين الذين وصلوا من بلد الوليد، فإن القمع في بلباو والمنطقة الحضرية تم تنفيذه بشكل أساسي من خلال محاكم عسكرية سريعة أنشئت بالتو، والتي لم تحترم بأي حال من الأحوال الضمانات الإجرائية للمتهم. ونُفذت المئات من عمليات الإعدام وأُعدم 30 سجينًا بكسارة الأعناق. وسُجن الآلاف بتهمة كونهم قوميين من إقليم الباسك وأُرسل العديد منهم إلى كتائب السخرة.